# Sayenko Kharenko
Sayenko Kharenko — юридична фірма, заснована в Україні 2004 року.

## Історія
Фірму засновано 2004 року Володимиром Саєнком, що працював у київському офісі BC Toms & Co, та Михайлом Харенком, партнером «Шевченко, Дідковський і Партнери» (згодом Asters). У 2024 році компанія відзначила своє 20-річчя, підтверджуючи статус провідної юридичної фірми України з міжнародною орієнтацією. Фірма налічує понад 110 юристів та обслуговує клієнтів у більш ніж 60 країнах світу, включаючи понад 70 компаній зі списку Fortune 500. 
Sayenko Kharenko активно бере участь у реалізації масштабних проєктів. Зокрема, фірма виступила юридичним радником Міжнародної фінансової корпорації (IFC) у зв'язку із запуском механізму розподілу ризиків з UKRSIBBANK на суму 66 мільйонів євро для підтримки бізнесу в Україні. 
У 2019 році, з нагоди свого 15-річчя, Sayenko Kharenko створила квест-музей «Сила підпису», перший в історії квест-музей в Україні та найбільший КСВ-проєкт в історії українського юридичного ринку. 
2021 року компанія з Basel Institute on Governance почали супроводжувати Укравтодор в переналаштуванні управлінських та закупівельних практик відповідно до рекомендацій консультантів ЄБРР для боротьби з корупцією.
Серед інших визначних проєктів:
- Участь у реструктуризації суверенного боргу України на суму 22,5 мільярда доларів США, що стало однією з наймасштабніших угод у Європі.
- Консультування з питань корпоративного управління в державних банках України в рамках реформування фінансового сектору.
- Супровід випуску єврооблігацій Trans-Oil Group на суму 550 мільйонів доларів США, що отримав нагороду CEELM Deal of the Year 2025.
- Юридичний супровід будівництва вітрової електростанції потужністю 800 МВт у Донецькій області.
- Консультування щодо придбання українських літієвих проєктів компанією European Lithium Limited.
- Підтримка ініціативи щодо скасування мораторію на примусове виконання рішень стосовно державних підприємств в Україні.

## Нагороди та визнання
Sayenko Kharenko є однією з найвідоміших юридичних фірм в Україні, яка регулярно отримує визнання національних та міжнародних рейтингів.
2025
- Юридична фірма року в Україні та переможець у категорії «Угода року: боргові та акціонерні інструменти» за реструктуризацію боргу Укравтодору за версією IFLR Europe Awards [8]

2024
- Юридична фірма року в Україні (восьма перемога з 2011 року), IFLR Europe Awards
- Податкова фірма року в Україні та Фірма року у сфері податкових спорів за версією International Tax Review EMEA Tax Awards [9]

2023
- Юридична фірма року в Україні  за версією The Lawyer European Awards [10]
- Подвійна перемога: «CEE Deal of the Year» та «CEE Deal of the Year: Ukraine» за реструктуризацію суверенного боргу України на суму понад 25 мільярдів доларів США, CEE Legal Matters[11]
- Фірма року у сфері оподаткування в Україні (за версією International Tax Review)
- Визнання у категорії «Найінноваційніша юридична фірма України», Financial Times Innovative Lawyers Europe [12]

2022
- Команда року з вирішення судових спорів у Європі, The Lawyer European Awards
- Фіналіст у категорії «Цифрові юридичні послуги» за проєкт OBLAVAbot, FT Innovative Lawyers Europe

2021
- Юридична фірма року в Україні, Chambers Europe Awards
- Юридична премія 2021 року, Юридична практика

2020
- Фірма року у сферах M&A та нерухомості, Best Lawyers in Ukraine 2021
- Фірма року у сфері вирішення судових спорів, Benchmark Litigation Europe Awards

2019
- Найінноваційніша юридична фірма в Україні, IFLR European Awards
- Юридична фірма року: Україна і СНД, The Lawyer European Awards
- Угода року в галузі енергетики та інфраструктури в Європі, The Lawyer
- Юридична фірма року в Україні, IFLR European Awards
- Юридична фірма року в Україні, Юридична практика

2018
- Юридична фірма року в Україні, Chambers Europe Awards
- Юридична фірма року (номінація), European Tax Awards (International Tax Review)

2017
- Юридична фірма року в Україні, ІFLR European Awards
- Юридична фірма року, Who's Who Legal Awards

2016
- Одна з найбільш інноваційних юридичних фірм Європи, Financial Times
- Фіналіст у категорії «Фірма року у сфері оподаткування», European Tax Awards

2015
- Юридична фірма року в Україні, IFLR European Awards
- «Юридична фірма року 2015 в арбітражній практиці» за версією «Юридична премія 2015 року»[джерело?]

2014
- Юридична фірма року у сфері оподаткування в Україні. Фіналіст. European Tax Awards 2014.[13]

2013
- Юридична фірма року, IFLR European Awards
- Переможець у номінації «Експертна та законотворча діяльність» за версією Legal Success Law Firm Awards 2013[джерело?]

2012
- Юридична фірма року у сфері арбітражу та вирішення судових суперечок: Україна. Lawyer Monthly Legal Awards 2012.[14]

2011
- Найкраща юридична фірма на фондовому ринку України: Cbonds Awards 2011.[15]
- Юридична фірма року у сфері оподаткування в Україні. Фіналіст. European Tax Awards 2011. International Tax Review.[16]
- Юридична фірма року, IFLR European Awards

2010
- Юридична фірма року: Росія та СНД. Фіналіст. The Financial Times and Mergermarket Group European M&A Awards 2010.[17]
- Юридична фірма року у сфері оподаткування в Україні. Фіналіст. European Tax Awards 2010. International Tax Review.[18]

2009
- Юридична фірма року у сфері оподаткування в Україні. Фіналіст. European Tax Awards 2009. International Tax Review.[19]